# VIIe législature du Parlement de La Rioja
La VIIe législature du Parlement de La Rioja est un cycle parlementaire du Parlement de La Rioja, d'une durée de quatre ans, ouvert le 21 juin 2007 à la suite des élections du 27 mai précédent, et clos le 29 mars 2011.

## Bureau
| Poste                  | Titulaire              | Parti | Parti |
| ---------------------- | ---------------------- | ----- | ----- |
| Président              | José Ignacio Ceniceros |       | PP    |
| Premier vice-président | Alberto Olarte         |       | PP    |
| Second vice-président  | Pablo Rubio            |       | PSOE  |
| Première secrétaire    | Cruz Ruiz              |       | PP    |
| Seconde secrétaire     | Inmaculada Ortega      |       | PSOE  |

## Groupes parlementaires
| Nom | Nom               | Début | Fin | Porte-parole              |
| --- | ----------------- | ----- | --- | ------------------------- |
|     | Groupe populaire  | 17    | 17  | Carlos Cuevas             |
|     | Groupe socialiste | 14    | 14  | Francisco Martínez-Aldama |
|     | Groupe mixte      | 2     | 2   | Miguel González           |

## Commissions parlementaires
| Commission                                                                                         | Président                     | Parti | Parti |
| -------------------------------------------------------------------------------------------------- | ----------------------------- | ----- | ----- |
| Commissions permanentes législatives                                                               |                               |       |       |
| Commission de l'Action extérieure et de la Jeunesse                                                | María Neguerela               | PP    |       |
| Commission des Finances                                                                            | David Isasi                   | PP    |       |
| Commission du Logement et des Travaux publics                                                      | Amando González               | PP    |       |
| Commission de l'Éducation, de la Culture et du Sport                                               | Ana González                  | PP    |       |
| Commission de l'Éducation, de la Culture et du Sport                                               | Esther Agustín (27/10/2008)   | PP    |       |
| Commission de l'Agriculture, de l'Élevage et du Développement rural                                | José Crespo                   | PP    |       |
| Commission de la Santé                                                                             | Yolanda Preciado              | PP    |       |
| Commission du Tourisme, de l'Environnement et de la Politique territoriale                         | Cruz Ruiz                     | PP    |       |
| Commission du Tourisme, de l'Environnement et de la Politique territoriale                         | Raquel Sáenz (27/10/2008)     | PP    |       |
| Commission des Services sociaux                                                                    | Juan Antonio Abad             | PP    |       |
| Commission du Budget                                                                               | Alberto Olarte                | PP    |       |
| Commission de l'Industrie, de l'Innovation et de l'Emploi                                          | Amando González               | PP    |       |
| Commission de l'Industrie, de l'Innovation et de l'Emploi                                          | Valentín Jiménez (27/10/2008) | PP    |       |
| Commissions permanentes non-législatives                                                           |                               |       |       |
| Commission du Règlement et du Statut du député                                                     | José Ignacio Ceniceros        | PP    |       |
| Commission institutionnelle, du Développement du statut et du Régime des administrations publiques | Ana González                  | PP    |       |
| Commission des Pétitions et de la Défense du citoyen                                               | Ana González                  | PP    |       |

## Gouvernement et opposition
| Candidat        | Date                                    | Vote       |    |      |    | Résultat |
| Candidat        | Date                                    | Vote       | PP | PSOE | PR | Résultat |
| Pedro Sanz (PP) | 27 juin 2007 (majorité absolue requise) | Oui        | 17 |      |    | 17 / 33  |
| Pedro Sanz (PP) | 27 juin 2007 (majorité absolue requise) | Non        |    | 14   |    | 14 / 33  |
| Pedro Sanz (PP) | 27 juin 2007 (majorité absolue requise) | Abstention |    |      | 2  | 2 / 33   |

## Désignations

### Sénateurs
| Parti | Parti | Sénateurs désignés       | Voix |
| ----- | ----- | ------------------------ | ---- |
| PP    |       | Carlos Cuevas Villoslada | 17   |

- Désignation : 12 juillet 2007.